# Gail Neall
Gail Neall (Sydney, 2 de agosto de 1955) é uma nadadora australiana, medalhista de ouro nos Jogos Olímpicos de Munique 1972 nos 400 metros medley.
Foi recordista mundial dos 400 metros medley entre 1972 e 1973.